# Ubugoe Chainsaw
 (mars 2023).
Si vous disposez d'ouvrages ou d'articles de référence ou si vous connaissez des sites web de qualité traitant du thème abordé ici, merci de compléter l'article en donnant les références utiles à sa vérifiabilité et en les liant à la section « Notes et références ».
Albums de The Back Horn
Headphone Children Taiyou no Naka no Seikatsu
Ubugoe Chainsaw (産声チェインソー) est le premier et actuellement[Quand ?] le seul album live du groupe de rock Japonais The Back Horn.
Il contient des morceaux enregistrés lors d'une tournée dans tout le Japon : on y retrouve ainsi des lives enregistrés à Nagoya, Hiroshima, Sendai, Fukuoka, Osaka, Sapporo et bien évidemment Tokyo.
Cet album est sorti le 24 août 2005.

## Titres de l'album
1. Kagi overture (鍵 overture) – 2:16
2. Tobira (扉) – 4:46
3. Unmei Fukuzatsukossetsu (運命複雑骨折) – 4:33
4. Cobalt Blue (コバルトブルー) – 4:25
5. Koufuku na Nakigara (幸福な亡骸) – 5:29
6. Ame (雨) – 6:03
7. Mugen no Arano (無限の荒野) – 4:10
8. Hakaishi Fever (墓石フィーバー) – 4:31
9. Headphone Children (ヘッドフォンチルドレン) – 9:03
10. Naiteiru Hito (泣いている人) – 8:01
11. Namida ga Koboretara (涙がこぼれたら) – 5:32
12. Sunny (サニー) – 4:03
13. Hikari no Kesshou (光の結晶) – 6:06
14. KIZUNA Song (キズナソング) – 6:32